# Gasparo Portola
Kapitán Gaspar de Portolá y Rovira (1. ledna 1716, Os de Balaguer – 10. října 1784, Lleida) byl španělský cestovatel, voják, zakladatel města San Diego, objevitel Montereyského a Sanfranciského zálivu. V letech 1767 až 1770 byl guvernérem Baja California, Baja California Sur a provincie Alta Kalifornie, která byla součástí teritoria Místokrálovství Nové Španělsko.
Narodil se v rodině katalánské šlechty. Od mládí sloužil jako voják ve španělské armádě v Itálii a Portugalsku. Později plul do Mexika, kde se později stal guvernérem dvou provincií Mexika, Baja California, Baja California Sur a provincie Alta. V letech 1769–1770 vedl výpravu ze San Diega podél pobřeží na sever. Při své cestě objevil Montereyský záliv a severněji Sanfranciský záliv, který prozkoumal a zmapoval.

## Dílo
- PORTOLA, Gasparo. Diary Of Gaspar De Portola During The California Expedition Of 1769-1770. Londýn: Marton Press, 2010. 60 s. ISBN 978-1445546896.